# Пожежник Сем
Пожежник Сем (англ. Fireman Sam, валл. Sam Tân) — британський мультсеріал, створений у 1987 році, про пожежного, на ім'я Сем, його товаришів-пожежників та інших мешканців вигаданого валлійського сільського села Понтіпанді (портманто двох реальних міст, Понтіпріда і Тоніпанді). Початкова ідея для шоу прийшла від двох колишніх пожежників із Лондона, Англія, які поділилися своєю ідеєю з художником та письменником Робом Лі, який розробив концепцію, та шоу було замовлено.

## Історія та розвиток
Пожежник Сем вперше з'явився на каналі S4C 1 листопада 1987 року, а через кілька тижнів, 17 листопада, на каналі BBC1. Оригінальний серіал закінчився в 1994 році, а новий серіал, який розширив коло персонажів, розпочався у 2003 році. Серіал також демонструвався шотландською гельською мовою Сем Смалейд (Sam Smalaidh) у Шотландії. Серіал був проданий у понад 40 країн і використовувався по всій Великій Британії для пропаганди пожежної безпеки.
З 1987 по 1994 рік саундтрек до серіалу виконував Мал Поуп у стилі класичного року, потім інший співак, Кемерон Стюарт, у стилі альтернативного року 2000-х років, починаючи з трансляції нового епізоду у 2003 році.
Оригінальна ідея виникла у двох колишніх пожежників з Лондона, Англія, Дейва Гінгелла та Девіда Джонса після того, як вони придбали анімаційну книгу художника Ентоні Міллера, що була зроблена в техніці стоп-моушн. Вони звернулися до Майка Янга, творця SuperTed, з міста Баррі, Уельс, і попросили його доопрацювати їхню концепцію. Потім ідея потрапила до директора з анімації S4C Кріса Грейса, який раніше вже замовляв "СуперТеда", побачив у ній потенціал і замовив серіал. Персонажі та сюжетні лінії були створені Робом Лі, ілюстратором з Кардіффа, а програма була зроблена з використанням стоп-моушн. На створення однієї хвилини цієї форми лялькової анімації могло піти до чотирьох днів. На сьогодні "Пожежник Сем" перекладений більш ніж 25 мовами, включаючи китайську.
В оригінальному серіалі всі голоси персонажів озвучував Джон Олдертон. У пізніших серіях використовувалися голоси кількох акторів.